# Người Tà Ôi
Người Tà Ôi, gồm có 3 nhóm địa phương còn gọi là kan tua, Pa Cô, Ba Hi hay Pa Hi, là một dân tộc cư trú ở miền trung Việt Nam và nam Lào. Tại Việt Nam người Tà Ôi là một dân tộc trong số 54 dân tộc tại Việt Nam . Theo Điều tra dân số Việt Nam năm 2019 có 52.356 người , thuộc nhóm Tà Ôi Thượng (Upper Ta Oi) theo Joshua Project. Tại Lào theo Joshua Project năm 2019 có 48 ngàn người Tà Ôi Thượng (Upper Ta Oi), 22 ngàn người Tà Ôi Hạ (Lower Ta Oi). Người Tà Ôi nói tiếng Tà Ôi, một ngôn ngữ thuộc ngữ chi Ka Tu trong ngữ tộc Môn-Khmer, ngữ hệ Nam Á.

## Dân số và phân bố

### Tại Việt Nam
Tại Việt Nam, theo số liệu điều tra dân số năm 1999 thì người Tà Ôi có số dân khoảng 34.960 người sinh sống tập trung ở khu vực miền núi phía Tây miền trung Việt nam, trong địa phận các huyện A Lưới thuộc thành phố Huế và hai huyện Hướng Hóa và Đakrông thuộc tỉnh Quảng Trị. Theo ước tính của Ủy ban dân tộc Việt Nam thì dân số năm 2003 khoảng 38.946 người.
Theo Tổng điều tra dân số và nhà ở năm 2019, người Tà Ôi ở Việt Nam có dân số 52.356 người, có mặt tại 39 trên tổng số 63 tỉnh, thành phố. Người Tà Ôi cư trú tập trung tại các tỉnh: 
Thừa Thiên-Huế (34.967 người, chiếm 67,35% tổng số người Tà Ôi tại Việt Nam), 
Quảng Trị (16.446 người, chiếm 31,81% tổng số người Tà Ôi tại Việt Nam), Đà Nẵng (237 người)...

### Tại Lào
Tại Lào, theo ước tính của Ethnologue thì có khoảng 30.876 người Tà Ôi (Ethnologue ghi là theo điều tra dân số năm 1995 của Lào) sinh sống tại các mường (huyện) Sa Mouay, Ta Oy,... tỉnh Saravan, và mường Nong tỉnh Savannakhet.

## Tổ chức cộng đồng
Làng người Tà Ôi theo truyền thống thường có một ngôi nhà công cộng kiểu nhà rông dựng giữa làng: có vùng lại chỉ có ngôi "nhà ma" dựng ngoài rìa khu gia cư để hội tụ dân làng khi có lễ hội và sinh hoạt chung.
Từng dòng họ người Tà Ôi có riêng tên gọi, có kiêng kỵ nhất định, có truyền thuyết lý giải về tên gọi và điều kiêng cữ ấy. Con cái đều lấy họ theo cha, chỉ con trai được thừa hưởng gia tài. Trưởng họ đóng vai trò quan trọng trong cả việc làng.
Người Tà Ôi trước đây làm rẫy là chính, gần đây ở một số nơi họ làm ruộng nước, có vườn cây ăn quả, đào ao thả cá.

### Hôn nhân gia đình
Thanh niên nam nữ Tà Ôi tự do tìm hiểu nhau qua tục đi "sim" tình tự nơi chòi rẫy. Họ trao vật làm tin cho nhau, rồi nhà trai nhờ người mai mối. Sau lễ cưới, cô dâu trở thành người nhà chồng. Việc kết hôn giữa con trai cô với con gái cậu được khuyến khích, nhưng nếu trai họ A đã lấy vợ ở họ B, thì trai họ B không được làm rể họ A mà phải tìm vợ ở họ C.

### Tục lệ ma chay

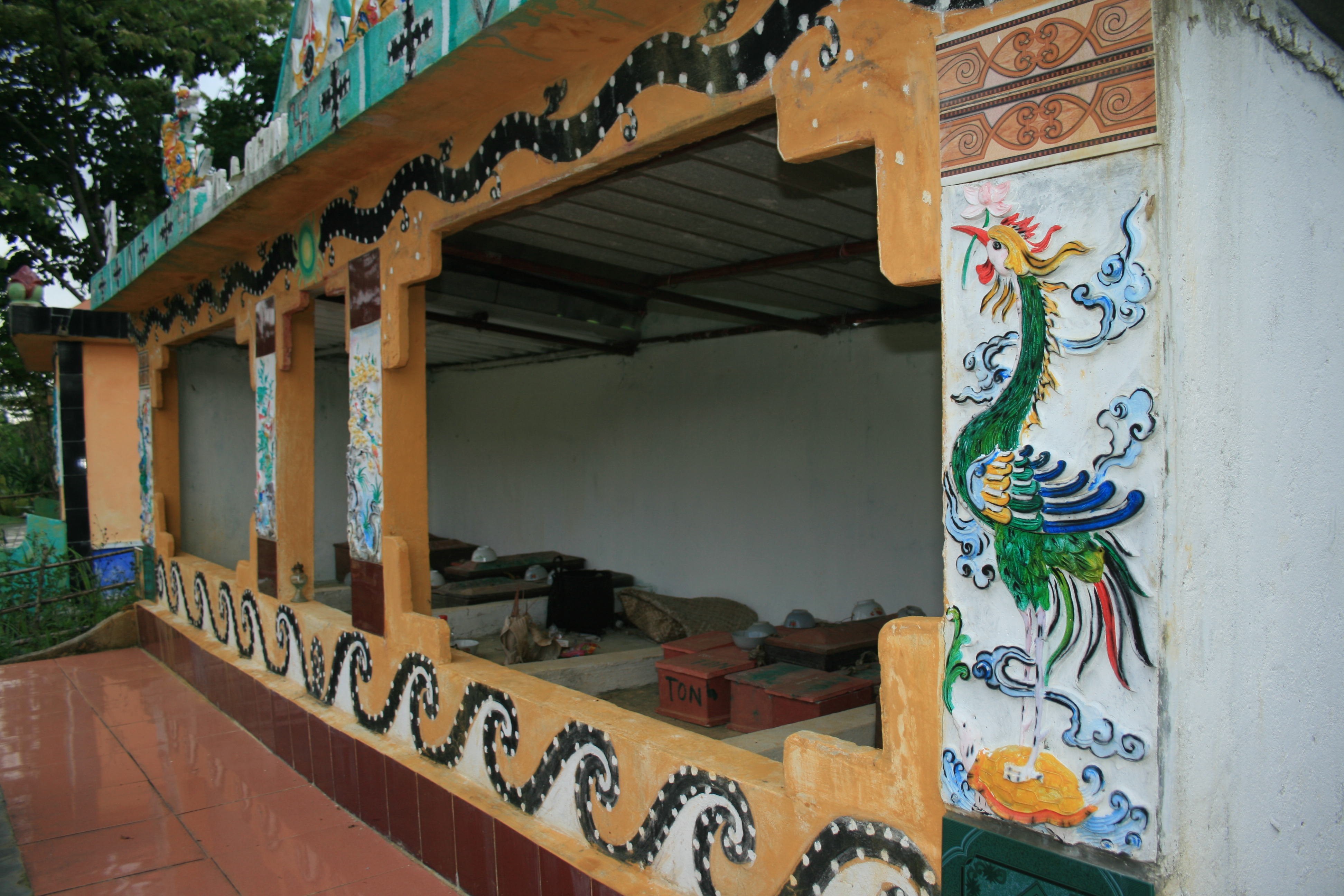
Nhà mồ người Tà Ôi tại A Lưới

Người Tà Ôi có tục người chết được vài năm, dòng họ sẽ tổ chức cải táng, lúc này mới làm nhà mồ đẹp, trang trí công phu và dựng tượng quanh bờ rào mồ.

## Văn hóa
Người Tà Ôi có nhiều tục ngữ, ca dao, câu đố, có nhiều truyện cổ kể các chủ đề phong phú: nguồn gốc tộc người, nguồn gốc dòng họ, cuộc đấu tranh giữa kẻ giàu với người nghào, giữa cái thiện với cái ác, tình yêu chung thủy v.v... Dân ca có các điệu Ka-lơi, Ba-boih, Rơin và đặc biệt là điệu Lum Tang Wai (Tiếng Lào: ລຳຕັ່ງຫວາຍ, Tiếng Thái: ลำตั่งหวาย,đọc là lăm tăng vải)
trữ tình. Chiêng, cồng, đàn, sáo, kèn, trống, khèn là những loại nhạc cụ thường gặp ở vùng của người Tà Ôi.

### Nhà cửa
Nhà ở của người Tà Ôi là nhà sàn dài phổ biến tại nhiều vùng Trường Sơn - Tây Nguyên. Nhìn bề ngoài, nhà Tà Ôi kể cả nhà sàn và nhà đất đều có nó hình mai rùa và đều có "sừng" trang trí hình hai đầu chim cu tượng trưng cho tình yêu quê hương và tâm tính hiền hòa của dân tộc.
Tổ chức mặt bằng sinh hoạt của nhà ở thống nhất trong toàn dân tộc. Trung tâm của ngôi nhà là căn mong: nơi thờ tự, tiếp khách, hội họp chung của mọi thành viên trong nhà. Diện tích còn lại được ngăn thành từng buồng, chỗ ở và sinh hoạt của các gia đình. Thông thường thì các buồng được bố trí thành hai hàng theo chiều dọc. Ở giữa là hành lang dành để đi lại. Đến nay ở những nhà đất người ta vẫn duy trì bố cục bên trong nhà như vậy.

### Trang phục
Cá tính tộc người không rõ nét, nổi bật mà có sự giao thoa của nhiều yếu tố văn hóa khác trên trang phục. Đồ trang sức bằng đồng, bạc, hạt cườm, xương là phổ biến. Tục cà răng, căng tai, xăm mình, để tóc lá bài trước trán đã phai nhạt đi.
- Trang phục nam: Nam giới đóng khố, mặc áo hoặc ở trần.
- Trang phục nữ: Phụ nữ có áo, váy, có nơi dùng loại váy dài kéo lên che ngực thay áo.

### Nhà dài
Sau năm 1975 nhà nước Việt Nam có chủ trương xóa bỏ nhà dài, tách thành những hộ riêng biệt vì vậy cho tới nay nhà dài ở vùng người Tà Ôi không còn nữa. Vào năm 1973 khi chuyển cư về Việt Nam làng A Hươr có 3 ngôi nhà dài. Theo lời kể của những người trong làng: trước đây mỗi họ ở một ngôi nhà dài, những họ đông có tới trên 20 hộ sinh sống trong một nhà dài. Mỗi hộ có tới 5-6 người có bếp lửa
Gian khách được bố trí ở giữa nhà dài, gọi là moong. Hai đầu hồi của nhà đều có cầu thang chính bắc lên nhà. Cầu thang chính thường được dùng để đón khách. Ở mỗi hộ có các cầu thang phụ nhỏ bắc vào sườn nhà đi vào từng hộ. Mỗi hộ có một bếp (apoh) riêng. Tại gian khách cũng bố trí một bếp lửa. Trước đây khi nhà dài có khách đến thăm thì 4 hộ ở xung quanh gian khách là những hộ tiếp khách đầu tiên, sau đó mới đến các hộ tiếp theo lần lượt mang thức ăn đến phòng khách mời khách ăn uống. Đây còn là nơi để cho khách ngủ đêm lại. Những hộ ở gần gian khách có nhiệm vụ thông báo cho các hộ khác để tiếp khách. Khách đến được mời hút thuốc, uống rượu, được mời ăn mía, chuối, lạc, được mang chiếu và gối để ở. Khách ăn cơm có các hộ xung quanh nhà lần lượt mang cơm đến, khách ngủ dậy được mang bầu nước để rửa mặt, sau đó được mời ăn sáng.
Tại những cột nhà dài người ta treo sừng trâu, sừng bò sau mỗi lần gia đình nào đó tổ chức hiến tế. Trước đây người Tà Ôi tại làng có quy định rằng nếu trường hợp một đôi vợ chồng đến thăm làng và nghỉ đêm ở lại chỉ có người chồng được nghỉ ở gian khách còn người vợ sẽ đựợc gửi đến một hộ nào đó để nghỉ. Gian khách của ngôi nhà dài còn là nơi diễn ra các hoạt động chung của làng. Trong phòng khách còn có cây cột to (âr rông mông), nơi để chum rượu lớn buộc vào đó cho chắc chắn.
Tất cả của cải như chum, trống, thanh la, v.v. đều để ở gian khách, không bao giờ xảy ra trường hợp mất hay cầm nhầm. Nếu có việc lớn như tổ chức lễ aja cũng đưa khách về ở gian khách. Gian khách cũng là chỗ thanh niên, ở chỗ đó có chăn chiếu riêng cho thanh niên. Tổ chức việc uống rượu vào dịp khánh thành nhà, cưới xin, mừng con rể, đàn ông vui chơi... đều diễn ra ở gian giữa, đàn bà nấu nướng ở các nơi.
Khi trong nhà có người chết người ta đưa người chết ra bằng lối cửa phụ, không đưa ra lối hành lang vì sợ xui xẻo, bệnh tật ảnh hưởng đến các hộ khác. Khi khách sẽ dọn dẹp đồ đạc trong từng hộ gia đình.
Ở giữa nhà dài là hành lang (ka nang) đi lại dọc theo ngôi nhà dẫn đến từng hộ gia đình. Đây là chỗ thông thoáng không để bất cứ đồ đạc gì trên khoảng không đó, kể cả việc ngồi trên hành lang cũng không được phép, ông già làng là người thường xuyên nhắc nhở công việc đó. Khi một hộ gia đình có con trai lớn lấy vợ mà chưa có điều kiện nối thêm nhà dài thì đôi vợ chồng đó vẫn ở chung với bố mẹ. Ở với cha mẹ chừng một năm khi đã có con cái thì tách khỏi bố mẹ và nối thêm chiều dài của ngôi nhà sau khi xin ý kiến của tập thể. Ví dụ ở ngôi nhà dài hộ A có con lấy vợ, sau đó đôi vợ chồng đó sinh con. Làng sẽ làm thêm một gian ở phía đầu hồi và xin cho hộ kế tiếp với hộ A chuyển dịch ra phía đầu hồi, cứ như thế đối với các hộ tiếp theo. Phụ nữ không được đi theo lối hành lang của ngôi nhà khi vào gian khách trừ khi mang thức ăn cho khách, và không được ăn tại nhà khách.
Ở giữa ngôi nhà dài người Tà Ôi thường làm một cái thang đi lên gian khách. Cầu thang này chỉ có đàn ông và khách mời mới được đi lại, phụ nữ không được phép sử dụng cầu thang này như lối lên.
Phụ nữ khi sinh nở được làm một cái lán nhỏ bằng cách đan một cái sạp bằng tấm liếp quây xung quanh để che chắn gió. Sau khi sinh khoảng một tuần đó cũng là nơi tắm giặt cho sạch sẽ.
Mặt bằng sinh hoạt ngôi nhà dài
Bếp của mỗi hộ sẽ được làm ở giữa nhà, phía trên có một giàn treo, chỗ ngủ của gia đình là sàn nhà. Khi ngủ người ta xoay chân về phía bếp lửa. Cho đến năm 1972 khi làng chuyển về Việt Nam định cư thì cách nằm ngủ của phần lớn người Tà Ôi vẫn như vậy. Củi dùng để nấu nướng hay sưởi ấm được người phụ nữ Tà Ôi kiếm, lượm mỗi khi đi nương rẫy hoặc đi rừng, một vài bó củi đun để xung quanh bếp, phần lớn số củi còn lại để dưới gầm sàn. Sàn nhà cao 1,50 m. Phía dưới sàn người ta quây các chuồng nhỏ để nuôi gia cầm. Kho thóc không được làm gần nhà dài mà được làm ở ngoài bìa rừng, người Tà Ôi sợ hỏa hoạn sẽ làm cho kho thóc cháy sẽ mất nguồn lương thực. Thóc ăn hàng ngày được để trên gác mái nhà dài. Đồ đạc quý hiếm được để trong các Krúh - một loại gùi đan hình trụ có nắp - được đặt gần vách nhà hoặc treo trên mái.

### Nhà ở
Nhà ở theo theo lối truyền thống hiện nay rất hiếm, kiểu nhà truyền thống được người Tà Ôi gọi là doang.
Khi chọn được một mảnh đất ưng ý với các tiêu chí như sau: đất bằng phẳng, gần nguồn nước, gần chỗ ở người dân cùng làng, chủ nhà tiến hành việc xem các thần có cho phép mình ở chỗ đất đó hay không. Người ta chọn từ 6 đến 10 hạt gạo rồi đào trên mảnh đất đó một lỗ nhỏ, bỏ gạo vào lỗ đó và thắp hương. Khi hương cháy hết, chủ nhà lấy hạt gạo ra xem. Nếu các thần cho phép dựng nhà ở chỗ đó thì hạt gạo không bị gãy, bị hỏng, trường hợp không được phép hạt gạo sẽ thành bột, bị gãy, vụn.
Nhà người Tà Ôi được dựng ở phía chếch Mặt Trời, khi Mặt Trời lên cao ánh sáng chiếu thẳng vào hướng cửa nhà là không tốt. Trước đây nhà người Tà Ôi được làm trước tháng 6 để tránh mưa gió. Khi dựng cột nhà phải xem giờ, khoảng 4-5 giờ sáng, lúc Mặt Trời chưa mọc, chưa có chim hoặc hoẵng kêu, người Tà Ôi quan niệm thần nhà không thích nhiều tiếng động của chim thú sẽ gây ra rủi ro.
Ngày dựng cột chính, hương được thắp theo lối dân tộc, người ta dùng một cái giỏ có chân bỏ vào: 6 chén, thịt gà. Khi cúng già làng sẽ là người chủ tế, mọi người đứng ở xung quanh. Các trường hợp chuyển nhượng nhà sau khi mua cũng phải làm lễ cúng, ví dụ: nhà Kê Văn Tham mua của Hồ Viên Pả, khi chuyển về ở phải tổ chức lễ cúng, đồ cúng có: gà sống, tấm rèng, chén rượu.
Nhà được làm theo lối cổ truyền có chiều dài 5,40 m chiều rộng 4,20 m, tổng diện tích của nhà là 22,68 mét vuông. Trên một đơn vị diện tích mặt bằng đó bố trí các công năng của nhà như sau: Hai đầu hồi nhà phía đông và phía tây là phía cửa ra vào với cầu thang (kpong) đi lên, cửa chính có chiều cao 1m30 chiều rộng 70 cm. Phía tây có một bếp lửa hình vuông có chiều rộng 1m vuông làm chỗ nấu nướng, trên bếp có để một gác để ngô, sắn và các loại thức ăn. Đối diện với bếp lửa là chỗ nằm của ông chủ nhà có dải một chiếc chiếu làm nơi nằm ngủ. Nhà có 3 cửa sổ (a loang a be) có chiều cao dài 93 cm chiều rộng 66 cm. Nhà ở có 6 cột chính (non) các xà gắn kết với cột chính theo nguyên tắc ngòam, khi dựng nhà người Tà ôi cũng dựng những cột chính này đầu tiên. Sau đó là các xà dọc liên kết tạo thành khung nhà. Tiếp theo là các bộ kèo cột, các đòn tay (ploi). Mái nhà được lợp tranh, vách nhà (ner) được đan bằng lồ ô đập dập đan vào nhau. Nhà ông Quỳnh Vâng làm năm 1997 tại làng là ngôi nhà duy nhất tính đến thời điểm hiện nay được làm theo phương pháp cổ truyền.

## Tín ngưỡng

### Hồn vía và các siêu linh
Người Tà Ôi quan niệm vạn vật đều có linh hồn, tín ngưỡng đa thần chi phối hầu hết các mặt trong cuộc sống của họ. Trong thế giới thần linh của người Tà Ôi trước tiên phải kể đến hồn.
Trước tiên là hồn, hồn được nằm ở khoảng từ ngực cho đến đầu khi người còn sống. Khi người chết rồi thì cũng chỉ có một hồn (avai ving) và hồn đó lang thang ở nghĩa địa. Khi người chết không bằng lòng với gia đình thì hồn này về quấy phá người sống. Trong các dịp cúng lễ hồn của người chết cũng thường về thông qua những giấc mơ (am bo) của người sống. Theo người Tà Ôi thì hồn được hóa thân như tiếng nói, hoặc hồn có thể tạo ra một sức mạnh tác động đến vật thể khác, ví dụ như hồn có thể về gõ cửa. Người Tà Ôi còn cho rằng người chết sau 3 ngày thì có thể quay trở về đòi của cải nếu không được người sống chia cho. Cũng từ cách suy nghĩ trên mà người Tà Ôi còn dùng cách rải tro ở trước cửa để nhìn thấy dấu chân của hồn về sau khi có người nhà chết. Năm 2003 khi ông Võ Dậu mất, bà Ka Dậu là vợ dùng tro rải trước thềm và thấy ông bước chân của ông in trên tro, đúng là ông đã về. Có nhiều người còn thấy hồn về với tiếng động như rót nước hoặc lấy thức ăn trong nồi. Người Tà Ôi nói sau khi chết 3 ngày, người chết mới thật sự biết mình mất, trước đó thì không biết, như một người mơ ngủ không tỉnh không say. Hồn xấu là những người chết thiêng, nhất là đàn bà chết do sinh nở, chết bị hổ vồ, người chết ở dạng này hay hiện ra mộ kêu khóc và trêu chọc người sống. Người chết có thể về xin các đồ vật như quần áo, gùi, dao... Lúc này gia đình của người chết có thể dùng lá chuối cắt thành hình chữ T thay cho áo, cắt hình chữ V thay cho quần. Người giàu có thì dùng 2 tấm vải vứt ra ngoài và nói tôi đã cho, đừng xin thêm và phải phù hộ cho tôi. Trường hợp không bằng lòng hồn có thể về làm cho người sống đau ốm, hoặc làm các công việc bị mắc nợ, không trôi chảy.
Ma (brau briêu) đây là loại ma rừng có thể phù hộ cho người sống tuy nhiên cũng có thể gây ra ốm đau bệnh tật. Theo người Tà Ôi thì ma brau briêu có thể sai khiến được hổ, rắn, muông thú để làm hại người.
Trước đây hàng năm người Tà Ôi có tổ chức cúng các giàng: trời (abang), thần đất (katek) thần rừng (krúm kaek). Tổ chức cúng trời đất phải 10-12 năm một lần, vì khi cúng phải có trâu. Khi làng giàu có, không có người chết, làng được bội thu tổ chức cúng tạ ơn. Các trường hợp làng bị bão lụt, thiên tai cũng tổ chức cúng thần trời, đất, nhà rông, nhà ở. Khi tổ chức đâm trâu cúng cho trời có 12 loại thức ăn, cúng đất là tám loại thức ăn, cúng cho giàng kmưk là năm loại thức ăn: trâu, lợn, gà, tiết canh, món nướng, món thái, làm canh làm xôi. Cơm được để trong chén và rót nước đót, có chum nhỏ và chén nhỏ rồi thắp hương.

### Thần nước (giàng đak)
Thần nước được người Tà Ôi hình dung là một người đàn ông thấp, bé nhỏ có râu tóc bạc phơ. Thần nước còn có thể ban cho người dân nhiều cá ăn, trong truyền thuyết người Tà Ôi kể rằng thần nước tạo ra cá bằng cách bỏ hạt gạo vào lá chuối rồi đưa chỗ suối, những hạt gạo sẽ biến thành cá và người ta sẽ bắt được nhiều cá. Khi ở bên Lào các ông Quỳnh Say, Quỳnh Chay đã từng nhìn thấy thần nước ở chỗ đầu ngọn thác, gọi là Avó còn có nghĩa là bác thể hiện tôn trọng của người Tà Ôi (có thể họ chỉ hình dung như vậy). Thần nước có mối liên hệ đặc biệt với lễ khánh thành bến nước, lần đầu tiên khi làm bến nước, nước được dẫn về làng qua các ống lồ-ô, lúc này không người nào được sử dụng nước. Các trưởng họ và già làng đem con gà còn sống cầu mong cho nước ăn không đau bụng, nguồn nước không bao giờ tắt. Sau khi cúng xong giết gà bên nhà rông và lấy máu chôn ở chỗ có nước. Chỗ cột cuối cùng có vòi nước được làm rất đẹp và chôn máu gà (sôl rtang dak) được làm và sửa hàng năm. Nước lần đầu tiên khi sử dụng dân làng phải làm một con gà, một con lợn, một con dê không cho người làng khác được sử dụng. Lúc đó già làng sẽ làm lễ cúng mời thần nước (aul –avó dak).

### Thần chỗ ở gia đình (giàng an teng)
Trước đây người Tà Ôi ở trong những ngôi nhà dài, mỗi gia đình sở hữu một gian trong ngôi nhà dài. Trong khoảng không gian đó người Tà Ôi đều thờ thần chỗ ở gia đình của mình. Thần chỗ ở gia đình thường xuất hiện từ giấc mơ của chủ nhà, khi ngủ người Tà Ôi mơ thấy thần chỗ ở gia đình nhập vào tấm khố, tấm rèng hay bất cứ đồ vật nào thì người ta sẽ bỏ đồ vật đó vào cái kang (một loại gùi được đan đặc biệt) và để ở góc nhà. Chủ nhà sẽ làm một con gà để làm lễ cúng nhập giàng an teng vào hộ gia đình mình. Kể từ thời điểm đó, bất cứ gia đình có công việc gì như đám ma, đám cưới, cúng thần rừng, thần nước thì đều tiến hành cúng thần nhà. Đặc biệt trong mỗi dịp gia đình có hoàn thành một công việc gì người ta đều cho rằng có sự trợ giúp của thần chỗ ở gia đình, trong các dịp bình thường khi cúng thì không cần mở kang có đồ vật mà giàng đã nhập vào. Trong năm chỉ có dịp dân làng tổ chức aja thì hộ gia đình đó mới mở kang để lấy đồ vật ra cúng, thường đồ vật này được mang ra nhà rông để làm lễ cúng. Khi kang-chỗ ngự trị của thần chỗ ở gia đình được đặt ở góc nhà khi làm lễ cúng, chủ nhà thường để cơm, gạo, thịt phía trước kang để cúng.

### Thần nhà dài (giàng đanh)
Trong ngôi nhà dài có nhiều hộ gia đình sinh sống thì thần nhà dài (giàng đeng) ngự ở gian khách. Chủ nhà dài sẽ làm một cái nhà nhỏ để thần nhà ngự ở trong đó và treo ở dưới nóc nhà. Trong gia đình có người bị đau ốm hay xảy ra bất cứ công việc gì người ta cúng thần gia đình xong thì đều cúng thần nhà dài. Khi làng có dịp gì chủ nhà dài đều cúng thần nhà dài, trước đây có quy định các hộ trong nhà dài khi ăn dê, trâu, bò đều phải cầu cúng cho thần nhà dài được biết.

### Thần hổ (giàng avó)
Trong hệ thống thú rừng của người Tà Ôi, con hổ được coi là con vật có sức mạnh nhất. Hổ được người Tà Ôi coi như vị thần bảo hộ cho làng. Việc bắt được hổ theo quan niệm của người Tà Ôi được ví như món quà tặng của thần rừng. Xuất phát từ giấc mơ ngẫu nhiên, trong làng có người làm loại bẫy to (tì hò), người chủ bẫy về đến nhà mơ thấy con hổ (a vó bok) báo mộng, khi đó người chủ bẫy mơ thấy hổ xin ở lại với làng. Khi hổ mắc bẫy người ta tổ chức cúng thần rừng với các đồ vật hiến tế như sôl, leo, chuẩn bị hạt mã não, tấm rèng. Việc tổ chức cúng tạ ơn thần rừng được làm chu đáo, sau đó người ta mới cắt đầu hổ rồi mang về làng. Một nhóm thanh niên làm nhà mồ cho hổ (ping a vó), khi làm xong nhà mồ thì chưa đặt đầu hổ vào bên trong. Làng tổ chức lễ hiến sinh bằng cách giết thịt một con dê, một con gà, một con lợn để khánh thành ngôi nhà mồ đó. Các đồ cúng được đặt trong mâm để trong nhà mồ. Chủ làng sẽ nói: hổ muốn ở lại làng phải bảo vệ làng không được để cho người chết, khi có xung đột, chiến tranh giữa các làng khác phải thông báo sớm qua giấc mơ. Nếu có người phá phách hoặc đốt làng, phải phạt người đó. Khi tiến hành việc cúng đầu hổ không cho phụ nữ mang thai vào nhà mồ, người khách lạ cũng không được vào. Nếu khách ở làng khác đến chơi phải báo trước cho chủ làng.
Hàng năm người ta vẫn đến tiến hành thăm nhà mồ có đầu hổ. Trong các thôn của xã Nhâm chỉ có làng Nhâm I còn có tục thờ thần hổ, làng Ka Linh, Tà Kêu trước đây ở bên Lào cũng có. Từ chiến tranh chống Mỹ cho đến nay người ta không còn giữ thủ tục này.
Vị trí của ngôi nhà mồ dành riêng cho hổ được chôn ở phía trên nhà mồ của người, không ai có quyền vào khu nhà mồ của hổ. Nhà mồ của hổ được rào bằng đá xung quanh. Ở giữa ngôi nhà mồ người ta để hòn đá, trên hòn đá người ta đặt chiếc đầu hổ, người ta cũng chia cho hổ các vật dụng như: vòng tay, bát đựng thức ăn, tấm rèng, sừng trâu, bò, hàm răng lợn. Các loại đồ thờ cúng này ông già làng phải phân bổ cho các hộ chuẩn bị.
Hàng năm khi người Tà Ôi tiến hành tổ chức ăn năm mới, hay cúng khánh thành nhà rông, thần hổ đều được chia phần, khi tuốt lúa mới phải thổi cơm dành phần cho thần hổ ăn. Một năm tổ chức vệ sinh cho khu nhà mồ hổ một lần, khách ngoài làng không được phép vào trong khu nhà mồ đó. Việc thờ đầu hổ xuất phát từ niềm tin rằng hổ sẽ báo mộng cho người ta biết làng sắp gặp chuyện chiến tranh, mất mùa, có dịch bệnh. Các điềm báo xấu đó thông qua giấc mộng đến với người trong làng. Trước đây ở bên Lào có nhiều trường hợp một làng thờ đến 2 đầu hổ.

## Những người Tà Ôi có danh tiếng
| Tên         | Sinh thời | Hoạt động |
| ----------- | --------- | --- |
| Hồ Đức Vai  | 1940-...  | Còn gọi là Hồ Vai, anh hùng LLVTND Việt Nam , đại biểu Quốc hội Việt Nam . Quê thôn Lê Lốc, xã Hồng Bắc, huyện A Lưới, tỉnh Thừa Thiên Huế. |
| Hồ Kan Lịch | 1943-...  | Người Pa Kô, nữ Anh hùng LLVTND Việt Nam người dân tộc đầu tiên, được ca ngợi trong bài hát "Cô gái Pa Kô" của nhạc sỹ Huy Thục. Tên nguyên của bà là Kăn Lịch, sinh tại bản A Lê Nôc, nay thuộc thị trấn A Lưới, huyện A Lưới, tỉnh Thừa Thiên Huế . |
| Mai Hoa Sen | 1943-...  | Người Pa Kô, nghệ nhân ưu tú được công nhận năm 2015. Ông hiện sống tại xã Tà Rụt, huyện Đakrông, tỉnh Quảng Trị . Ông là người chế tác các loại nhạc cụ dân tộc Pa Kô .                                                                              |